# Chevry-Cossigny
Chevry-Cossigny és un municipi francès, situat al departament del Sena i Marne i a la regió d'Illa de França. L'any 2007 tenia 3.649 habitants.
Forma part del cantó d'Ozoir-la-Ferrière, del districte de Torcy i de la Comunitat de comunes de l'Orée de la Brie.

## Demografia

### Població
El 2007 la població de fet de Chevry-Cossigny era de 3.649 persones. Hi havia 1.228 famílies, de les quals 206 eren unipersonals (115 homes vivint sols i 91 dones vivint soles), 313 parelles sense fills, 614 parelles amb fills i 95 famílies monoparentals amb fills.
La població ha evolucionat segons el següent gràfic:
Habitants censats

### Habitatges
El 2007 hi havia 1.293 habitatges, 1.242 eren l'habitatge principal de la família, 8 eren segones residències i 43 estaven desocupats. 1.102 eren cases i 187 eren apartaments. Dels 1.242 habitatges principals, 1.028 estaven ocupats pels seus propietaris, 196 estaven llogats i ocupats pels llogaters i 18 estaven cedits a títol gratuït; 26 tenien una cambra, 74 en tenien dues, 111 en tenien tres, 295 en tenien quatre i 736 en tenien cinc o més. 1.080 habitatges disposaven pel capbaix d'una plaça de pàrquing. A 432 habitatges hi havia un automòbil i a 762 n'hi havia dos o més.

### Piràmide de població
La piràmide de població per edats i sexe el 2009 era:
| Homes | Edats   | Dones |
| ----- | ------- | ----- |
| 0     | 95 o +  | 4     |
| 4     | 90 a 94 | 4     |
| 8     | 85 a 89 | 16    |
| 8     | 80 a 84 | 12    |
| 24    | 75 a 79 | 12    |
| 20    | 70 a 74 | 44    |
| 32    | 65 a 69 | 28    |
| 52    | 60 a 64 | 48    |
| 60    | 55 a 59 | 48    |
| 124   | 50 a 54 | 136   |
| 136   | 45 a 49 | 120   |
| 116   | 40 a 44 | 104   |
| 220   | 35 a 39 | 180   |
| 136   | 30 a 34 | 200   |
| 88    | 25 a 29 | 84    |
| 88    | 20 a 24 | 68    |
| 96    | 15 a 19 | 108   |
| 148   | 10 a 14 | 116   |
| 160   | 5 a 9   | 220   |
| 116   | 0 a 4   | 132   |

## Economia
El 2007 la població en edat de treballar era de 2.486 persones, 1.894 eren actives i 592 eren inactives. De les 1.894 persones actives 1.800 estaven ocupades (953 homes i 847 dones) i 94 estaven aturades (48 homes i 46 dones). De les 592 persones inactives 186 estaven jubilades, 292 estaven estudiant i 114 estaven classificades com a «altres inactius».

### Ingressos
El 2009 a Chevry-Cossigny hi havia 1.253 unitats fiscals que integraven 3.792 persones, la mediana anual d'ingressos fiscals per persona era de 24.038 €.

### Activitats econòmiques
Dels 154 establiments que hi havia el 2007, 1 era d'una empresa extractiva, 2 d'empreses alimentàries, 2 d'empreses de fabricació de material elèctric, 17 d'empreses de fabricació d'altres productes industrials, 33 d'empreses de construcció, 25 d'empreses de comerç i reparació d'automòbils, 11 d'empreses de transport, 7 d'empreses d'hostatgeria i restauració, 5 d'empreses d'informació i comunicació, 3 d'empreses financeres, 6 d'empreses immobiliàries, 26 d'empreses de serveis, 13 d'entitats de l'administració pública i 3 d'empreses classificades com a «altres activitats de serveis».
Dels 41 establiments de servei als particulars que hi havia el 2009, 1 era una oficina de correu, 2 tallers de reparació d'automòbils i de material agrícola, 1 autoescola, 7 paletes, 4 guixaires pintors, 5 fusteries, 7 lampisteries, 6 electricistes, 1 empresa de construcció, 1 perruqueria, 4 restaurants, 1 agència immobiliària i 1 saló de bellesa.
Dels 6 establiments comercials que hi havia el 2009, 2 eren botiges de menys de 120 m², 1 una botiga de menys de 120 m², 1 una fleca, 1 una perfumeria i 1 una joieria.
L'any 2000 a Chevry-Cossigny hi havia 5 explotacions agrícoles que ocupaven un total de 795 hectàrees.

## Equipaments sanitaris i escolars
El 2009 hi havia 1 farmàcia i 1 ambulància.
El 2009 hi havia 1 escola maternal i 1 escola elemental.

## Poblacions més properes
El següent diagrama mostra les poblacions més properes.